# Сквер имени Саши Филиппова
Сквер имени Саши Филиппова — сквер в Ворошиловском районе города Волгограда. Назван в честь героя обороны Сталинграда юного разведчика Александра Филиппова (1925—1942).

## История
До войны на месте сквера находилась зацарицынская Базарная площадь, рядом с которой находилась Вознесенская церковь.

Бюст Саши Филиппова

Сквер назван в честь Саши Филиппова, который родился и жил на Дар-горе. Во время войны на фронт его не взяли, так как он был несовершеннолетним. В 1942 году когда немецкие захватчики оккупировали центральную часть города он стал разведчиком. Неоднократно совершая рейды в тыл врага, он доставлял ценные разведданные.
11 декабря 1942 года Александр Филиппов совместно с разведчицей Марией Усковой были переправлены через линию фронта для выполнения очередного задания. Во время его выполнения они были схвачены немецкими солдатами. 23 декабря 1942 года после долгих пыток фашисты повесили их и ещё одного неизвестного юношу-партизана (по другим данным разведчицу Анну Гузенко) на Дар-горе на глазах матери Саши.
После освобождения города начались поиски тел пропавших разведчиков. 12 февраля 1943 года их останки были найдены и доставлены на Рабоче-Крестьянскую улицу в район кинотеатра «Гвардеец».
14 февраля 1943 года специальная комиссия составила акт осмотра тел и похоронила погибших разведчиков со всеми воинскими почестями. На могиле был уставлен маленький деревянный памятник, увенчанный красной звездой. Александр Филиппов и Мария Ускова были посмертно награждены орденом Красного Знамени и медалью «За оборону Сталинграда». Наградной лист на Марию утерян. Скорее всего не оформлено до сих пор
В 1952 году сквер был спроектирован архитектором Изабеллой Арутюновой.
В 1970-х годах на братской могиле был установлен гранитный камень, а 8 мая 1981 года на месте захоронения был торжественно открыт новый памятник работы скульптора Петра Малкова. Он представляет собой бюст Саши Филиппова из кованого металла установленный на бетонном постаменте.
В сквере имени Саши Филиппова на пленэрах писал свои картины художник Виктор Лосев.

Ангел-Хранитель Волгограда

11 сентября 2005 года в центре сквера в рамках празднования дня города была установлена скульптура «Ангел-Хранитель Волгограда». Скульптура работы Сергея и Андрея Щербаковых представляет собой ангела, выполненного из тонированной бронзы и стоящего на гранитном основании. Его лицо обращено к Волге, а руки сложены в молитве за всех горожан. Перед установкой памятника в его основание была заложена капсула с мечтами и пожеланиями волгоградцев. Считается, что если подержаться за ангела и загадать желание, то оно обязательно сбудется. Сегодня кончики крыльев и пальцы ног ангела отполированы многочисленными прикосновениями посетителей.
В 2006 году сквер был реконструирован. Старое асфальтное покрытие было заменено на брусчатку, были установлены новые светильники, автоматический поливочный водопровод, новые урны и лавочки. Также были высажены новые деревья: каштаны, липы, ели и сосны.
С марта по май 2015 года работы по реконструкции и благоустройству сквера были продолжены за счёт внебюджетных средств. Была установлена чугунная ограда под старину и осветительные фонари, а также детская игровая площадка, адаптированная для детей с ограниченными физическими возможностями. Также была произведена высадка деревьев хвойных и лиственных пород — елей, сосен, лип. Для полива растений был проложен поливочный водопровод с капельным орошением. Обустроен небольшой искусственный пруд с водными растениями и декоративными рыбками.
2 апреля 2015 года в сквере прошёл пикет против вырубки деревьев. По мнению группы общественных экологов Волгограда под предлогом реконструкции сквера уничтожались хорошие деревья и кустарники, а взамен их высаживались породы, неподходящие для климатических условий города, да и к тому же в меньшем количестве. Подобная ситуация произошла и в парке Гагарина.
1 июня 2016 года в сквере была открыта большая детская игровая площадка с качелями, горками, турниками и канатами.
С сентября по октябрь 2016 года в сквере со стороны улицы Циолковского был установлен 70-метровый металлический забор.
7 августа 2017 года в администрации Ворошиловского района состоялись публичные слушания по вопросу строительства в сквере торгово-офисного центра. Проект предусматривал снос существующего одноэтажного здания бывшего общественного туалета и строительство на его месте двухэтажного административного здания с продовольственным магазином «Радеж» на первом этаже и офисом на втором. Большинство участников общественных слушаний проголосовали против строительства магазина в сквере.

## Проезд
Добраться до сквера можно на скоростном трамвае, доехав до станции «Профсоюзная» или на трамвайных маршрутах № 3, 6, 7 — остановка «Торговый центр». Также до сквера можно доехать на троллейбусах № 8а, 10, 15а, электробусе № 15 или автобусах № 2, 22, 55, 88, 89э, выйдя на остановке «Торговый центр», «Казачий театр» или «Гостиница Южная».